# Haplodrassus chotanagpurensis
Haplodrassus chotanagpurensis är en spindelart som beskrevs av Gajbe 1987. Haplodrassus chotanagpurensis ingår i släktet Haplodrassus och familjen plattbuksspindlar. Inga underarter finns listade i Catalogue of Life.